# Arnstein (hrad)
Arnstein (též Ottendorfer Raubschloss) je skalní hrad na pravé straně Křinického údolí na stejnojmenném vrchu s nadmořskou výškou 327 metrů v Sasku. Z hradu se dochovaly zřetelné kapsy pro uložení trámů, kamenné schody, hladomorna, základy bývalé hradní věže, cisterna a petroglyfy.

## Poloha
Arnstein se nachází v zadní části Saského Švýcarska na soutoku Ottendorfského potoka s říčkou Křinice asi 1,5 km jižně od vesnice Ottendorf. V bezprostřední blízkosti hradu se nacházejí staré pily Neumannmühle a Buschmühle.

## Historie
První písemná zmínka o hradu Arnstein pochází z roku 1436, kdy byl hrad v majetku šlechtického rodu Berků z Dubé.[zdroj⁠?!] Ještě téhož roku se držitelem hradu stal Zikmund Děčínský z Vartenberka, majitel děčínského panství. Zikmundova arnsteinská posádka se podílela na nájezdech do Horní Lužice a Saska. V létě roku 1436 hrad proto oblehlo vojsko saského kurfiřta Friedricha I. a lužického Šestiměstí. Hrad byl během obléhání těžce poškozen, ale dobyt nebyl, protože Zikmund z Vartenberka počátkem srpna téhož roku uzavřel s nepřáteli příměří. Dne 19. října 1436 pak následoval podpis mírové smlouvy před císařem Zikmundem v Praze.[zdroj⁠?!] Roku 1437 Zikmund s Vartenberka a Beneš Berka z Dubé podnikli další výpad do Saska, při kterém vypálili šest vesnic, ukořistili 120 koní a velké množství dalšího dobytka. Saské vojsko potom hrad po dlouhém obléhání dobylo a roku 1438 jej Zikmund formálně odprodal saskému kurfiřtovi za 500 kop grošů.

## Dostupnost
Nejlepším výchozím bodem pro návštěvu Arnsteinu je Buschmühle v údolí Kirnitzschtal. Odtud ke hradu vede turisticky značená trasa. Kromě toho na Arnstein vede několik dalších značených turistických tras.